# 조지 로렌
조지 로렌(Josie Loren, 1987년 3월 19일 ~ )는 미국의 배우이다.
마이애미에서 태어났다.

## 출연 작품

### 영화
- 17 어게인 (2009년) - 니콜 역

### 텔레비전
- 고스트 & 크라임 (2006)
- 드레이크와 조쉬 (2007)
- 해칭 피트 (2009, Hatching Pete)
- 메이크 잇 오어 브레이크 잇 (2009-12) - 케일리 크루즈 역
- 멘탈리스트 (2014-15)